# Pseudostenhelia secunda
Pseudostenhelia secunda är en kräftdjursart som beskrevs av Wells 1971. Pseudostenhelia secunda ingår i släktet Pseudostenhelia och familjen Diosaccidae. Inga underarter finns listade i Catalogue of Life.